# Krásná umění
Krásná umění (anglicky Fine arts, německy Schöne Künste, francouzsky Beaux-arts) je souhrnné označení pro takové umělecké projevy, které byly vytvořeny z důvodů estetických nebo konceptuálních. Nespadá sem tedy užité umění. Nejčastěji se pojem krásná umění používá pro označení vizuálních uměleckých děl nebo performancí, kam typicky spadají malba, sochařství, hudba, tanec, divadlo, architektura, fotografie, grafická díla. V užším slova smyslu se pojem krásná umění někdy vztahuje na umění výtvarné. Typické je používání výrazu krásná umění (fine arts) v tomto smyslu v anglickojazyčném prostředí.
Z historického hlediska zahrnoval pojem krásná umění pouze malbu, sochařství, architekturu a rytectví. Výtvarné projevy doprovází člověka od úsvitu dějin. Potřeba umělecky se projevovat je v člověku velice silná a projevuje se i ve stavech extrémní nouze jako jsou válečné útrapy, vězení apod.
Krásná umění jsou nesmírně silným komunikačním nástrojem a jsou také takto využívána. Tuto jejich funkci s oblibou využívala církev, šlechta i vládci jako odznak svého vlivu a moci. Proto také se stalo i jedním z  prvků sběratelských vášní, které jim umožňuji i soudobé galerie jako je např. Galerie Friends of Fine Arts.